# Св. св. Константин и Елена (Солун)
Вижте пояснителната страница за други значения на свети свети Константин и Елена.
„Св. св. Константин и Елена“ (на гръцки: Αγίων Κωνσταντίνου και Ελένης) е православна църква в македонския град Солун, Гърция, енорийски храм на Солунската епархия на Вселенската патриаршия, под управлението на Църквата на Гърция.
Храмът е разположен в квартала Иподромос (Хиподрум) на едноименния площад „Иподромиос“. Открита е на 23 септември 1984 година от митрополит Пантелеймон II Солунски. В архитектурно отношение е кръстокуполен храм.
На мястото на църквата е имало предходни два храма. От ръкопис в манастира Дионисиат става ясно, че тук има църква в XVI век - Свети Кирил е мъченически убит пред храма на Свети Константин в 1566 година. Вероятно църквата функционира от края на XV век. Църквата е спомената от отец Жан-Батист Сусие, живял в Солун в 1726 – 1733 година. Църквата тогава носи името само на Свети Константин и е енорийски храм. Важен източник е Общата кондика на гръцката православна солунска община в архивите на Солунската митрополия, в която са записвани храмовете и имотите им. От този източник се разбира, че църквата е обновена в 1818 година, както и в 1908 година, и че храмът е бил винаги енорийски. Църквата, ремонтирана в 1818 година с общинсти средства, е вторият подред храм и е типичната базилика с характерна камбанария. Храмът има и два параклиса.
Църквата е разрушена в 1972 година, а през август 1974 г. в района са направени археологически разкопки, които дават много важни открития. В подземията на храма са открити раннохристиянски гробове, както и една глинена урна с остатъци от пепел и кости. Смята се, че това са мощите на новомъченика Кирил Солунски, изгорен на клада до църквата на 6 юли 1566 година. След това започва изграждането на третия поред храм, което продължава 10 години.
В храма се пазят ценни икони, включително смятана за чудотворна икона на Свети Стилиан. Заселилите се в Солун гръцки бежанци носят от Мала Азия иконата на Богородица, надежда за всички.